# Stazione di Capriva del Carso
La stazione di Capriva del Carso (in sloveno Kopriva) è una fermata ferroviaria posta sulla linea Jesenice-Trieste (Transalpina). Serve il piccolo centro abitato di Capriva del Carso.

## Storia
La fermata venne attivata nel secondo dopoguerra, molti anni dopo dall'apertura della linea Jesenice-Trieste avvenuta nel 1906.
Dal 1991 appartiene alla rete slovena (Slovenske železnice).